# День военно-морских сил Туркменистана
День Военно-Морских Сил Туркменистана (туркм. Türkmenistanyň harby-deňiz güni) — национальный профессиональный праздник, который отмечается в Туркменистане ежегодно 9 октября.
Дата проведения этого праздника связана с состоявшимся 9 октября 2011 года рабочего визита Гурбангулы Бердымухамедова в одно из воинских формирований, расположенных в пригороде Туркменбашы. По ходатайству военнослужащих, секретарь Государственного совета безопасности Туркменистана, министр национальной безопасности Яйлым Бердыев обратился к президенту Туркменистана об учреждении Дня военно-морских сил. Одобрив данное предложение, Гурбангулы Бердымухамедов подписал соответствующий указ и сказал следующее:

«Государство и впредь будет предпринимать все необходимые меры в целях укрепления материально-технической базы Вооружённых сил, в том числе военно-морских сил Туркменистана, их оснащения новейшей техникой, создания надлежащих условий для службы и быта военнослужащих.».